# (38433) 1999 RL236
1999 RL236 (asteroide 38433) é um asteroide da cintura principal. Possui uma excentricidade de 0.17117570 e uma inclinação de 15.34941º.
Este asteroide foi descoberto no dia 8 de setembro de 1999 por CSS em Catalina.